# Zapteryx brevirostris
Zapteryx brevirostrisは、ノコギリエイ目に属するエイの一種である。
南東大西洋、ブラジル南部からアルゼンチン北部までの範囲に分布し、深度50メートル以浅の沿岸に生息する。最大で全長59.3センチメートル、重量758グラムの記録がある。吻端は鈍角で、幅広いハート型の体盤を有する。背面は緑褐色から灰褐色で、明瞭な模様はない。底生の多毛類や甲殻類を捕食する。妊娠期間はおよそ1年で、秋に1-8匹の仔を生む。出生時は13-16センチメートル。雄は43-45センチメートル、雌は42-48センチメートルで性成熟する。